# اچ. اف. بیکر
هنری فردریک بیکر (انگلیسی: Henry Frederick Baker؛ ۳ ژوئیهٔ ۱۸۶۶ – ۱۷ مارس ۱۹۵۶) ریاضی‌دان بریتانیایی بود که عمدتاً در زمینه هندسه جبری کار می‌کرد.